# V. Piusz pápa
Szent V. Piusz (Pius), eredeti nevén: Antonio (az egyházban Michele) Ghislieri (Bosco Marengo, 1504. január 17. – Róma, 1572. május 1.) a 225. római pápa 1566-tól haláláig.
A domonkos rendből az egyház élére megválasztott V. Piusz tekinthető annak az egyházfőnek, akit a reformpártiak már több évtizede vártak. Személyében kivételesen eltökélt, hitbuzgó és aszketikus pápa foglalhatta el Szent Péter trónusát. A tridenti zsinat reform szólamainak elültével tulajdonképpen ő ülteti át a gyakorlatba először az ellenreformáció eszméit. Szeplőtelen életvitele alaposan átgyúrta az addig nagyrészt csak elvekben létező egyházi fegyelmet.  Hatéves pontifikátusa alatt kiemelt szerep jutott a reformeszmék gyakorlati átültetésére, amelynek néhol kegyetlen módszereit néhányan bírálták, de a végső siker őt igazolta. A bullák és rendeletek tömege az egyház megtisztulásán kívül kíméletlenül célkeresztbe állította a nem katolikusokat. A reformfolyamatok mellett ez tekinthető Piusz uralkodásában a második alappillérnek.

## Szent Domonkos nyomaiban
1504-ben látta meg a napvilágot a Milánói Hercegség Bosco nevű városában, amely ma Bosco Marengo néven Piemont tartományban található. Eredetileg Antonio Ghislieri néven született egy nemes, de szegény sorú családban, amely igyekezett őt a jövedelmezőnek ígérkező kereskedői pályára irányítani, de Antonio tizennégy évesen önszántából belépett a domonkosok közé, ekkor vette fel a Michele nevet is. A szerzetesrend Voghera melletti kolostorában kiváló neveltetésben részesült, és hamar elsajátította a domonkosok önmegtartóztató és puritán életvitelét. Később Vigevano majd Bologna domonkos kolostoraiban tanult. Tehetsége és elhivatottsága több tanárát is lenyűgözte, hamarosan szerzetessé avatták és 1528-ban Genovában pappá szentelték. A hosszas tanulóévek után Paviában tizenhat éven keresztül oktatta a rend novíciusait főként filozófiára és teológiára. Több domonkos kolostor vezetőjévé is megválasztották, ahol igyekezett megszilárdítani a Szent Domonkos által lefektetett erkölcsi fegyelmet és hitbéli buzgóságot. A domonkosok között hamar az egyik legismertebb szerzetessé vált, és többen példaképként tekintettek rá. Szerette a magányt, gyakran tartott penitenciát, éjszaka hosszú órákat töltött meditációval és imádsággal.

### Karrier a világi egyházban

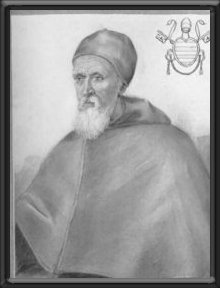
IV. Pál pápa portréja

A domonkosok dicsérő szavai hamar eljutottak az önreformokkal küszködő világi egyház berkeibe is. Antonio nézeteinek széles körű megismerését nagyban elősegítette a Parmában kiadott harminc pontból álló tételsora, amely a pápai hatalom mellett érvel a protestantizmussal szemben. A világi egyház érdeklődésére kijelentette, hogy igen szívesen venné, ha az inkvizíció területén rangot kapna. Kérése szinte azonnal teljesült, hiszen az egyházfőknek akkoriban nagy szükségük volt az elhivatott katolikus térítőkre, akik buzgó hittel állnak a katolicizmus és ezzel a pápa mellé. Tehát Antonio Como városának inkvizítora lett, de idővel Milánó és egész Lombardia főinkvizítorává vált. Hihetetlen lendülettel vetette magát a reformokba, és a rábízott területeken erős kézzel vetett véget minden „eretnekségnek”.
Amikor 1550-ben Rómába utazott, barátságot kötött a későbbi IV. Pál pápával, aki szintén mélyen hitt az inkvizíció és a kissé letűnt pápai hatalom helyreállításában. Ezért aztán nem is csoda, hogy amikor 1555-ben Carafa bíborost IV. Pál néven pápává választották, Michelének rohamosan megnőtt a befolyása a pápai udvarban. Pálnak már csak azért is szüksége volt a rokonlelkű Antonióra, mert a bíborosi kollégium nagy részét börtönbe záratta, vagy száműzte az örök városból. A terrorral kormányzó IV. Pál 1556-ban Sutri és Nepi püspökévé szentelte Antoniót, és egy évvel később bíborosi rangra emelte az Alessandrino templom címén. Az inkvizíciót igazi elnyomó szervvé fejlesztő pápa kedvenc kardinálisát a római egyház nagyinkvizítorává nevezte ki.
Antonio és IV. Pál sok dologban azonos véleményen voltak. Mindketten velejükig katolikusok voltak, és a római dogmákon kívül mást nem ismertek el. Az egyházi fegyelmet és a katolikusok életének erkölcseit meg akarták szilárdítani. Ez a bizonyos szempontból rugalmatlan világnézet tette őket olyan jó barátokká. Azonban mindenképpen látni kell a kettejük között húzódó lényeges különbséget, amelynek nyomán IV. Pált kétszer is titokban kellett eltemetni a nép dühöngő haragja miatt, míg Michelét halála után szentté avatták. A két ember elvi megközelítése azonos volt, de Michele megtalálta azt a nyelvet, amelyen az emberekhez szólhat. Ez a példamutatás volt, ellentétben Pál parancsolgatásaival.
Mindenesetre Pál 1559-ben, közvetlenül halála előtt, még a piemonti Mondovi püspökévé tette meg kedvenc bíborosát. Michelének kapóra jött a távoli püspökség, ugyanis a Pál rémuralma után megválasztott IV. Piusz pápa mindent eltörölt, és mindent utált, ami elődjének kedves volt. Nem csoda, hogy Michele és az új egyházfő nem kifejezetten kedvelték egymást. Michele azzal vádolta Piuszt, hogy visszájára fordítja a megkezdett fegyelmi reformokat, bár azok embertelenségét is belátta. Piusz pontifikátusa alatt Michele végig Piemontban maradt, le kellett mondania minden inkvizítori rangjáról. Csak a pápa halálhírére utazott ismét Rómába.

## Szent a Szentszéken

### Szerzetes a Vatikánban

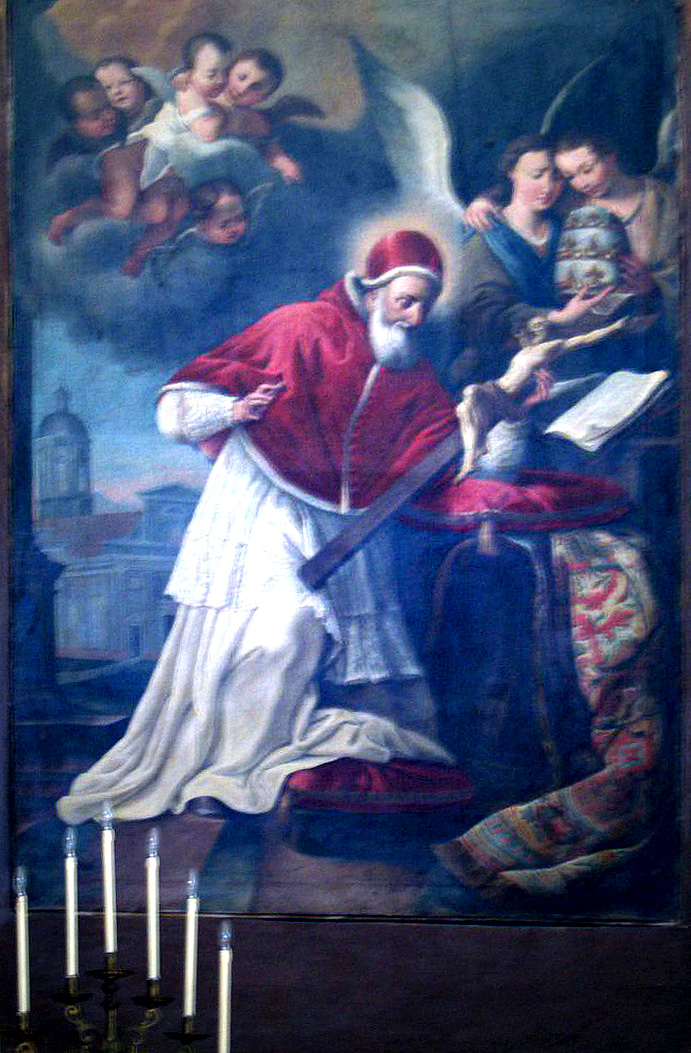
V. Piusz elragadtatása Baldassare Croci festményén

Az örök városba összeülő bíborosi testület világosan látta, hogy az egyház további hanyatlásának megakadályozására olyan pápát kell találniuk, aki a reformokat komolyan veszi, de van olyan diplomáciai érzéke, amely segít neki abban, hogy nem esik túlzásokba a reformok megvalósításakor. Michele nem akart egyházfő lenni, de a konklávé elsöprő többségben támogatta őt a legfőbb egyházi méltóságban. Csak hosszas rábeszélés után fogadta el a pápai címet, amelyet Németországban nem fogadtak túl lelkesen, de az augsburgi birodalmi gyűlésen a pápai legátus, Comniendone elsimította a császár ellenérzéseit.

A konklávé 1566. január 7-én egyhangúlag megválasztotta Michelét pápának, és tíz nappal később, éppen születésnapján megkoronázták, Michele pedig felvette az V. Piusz uralkodói nevet.
Trónra lépésével tulajdonképpen nem sok minden változott meg Piusz körül. Az új egyházfő első döntéseként lefaragta a kúria kiadásait. A pápai palota megőrizte ugyan ragyogó berendezéseit, de újabbakkal már nem gyarapodott uralkodása alatt. A rómaiak mindenképpen észrevették, hogy immár más szemléletű egyházfő lakik a Vatikánban, ugyanis koronázása után nem tartott pompás díszmenetet a városban, hanem hatalmas összegű alamizsnát osztott szét a szegények között. Ennek tükrében nem is csoda, hogy a város gyorsan megkedvelte az új pápát. Piusz a megnövekedett napi teendők ellenére igyekezett megtartani szerzetesi szokásait. Ájtatos, erkölcsös életet élt, aki még a legsűrűbb napokon is legalább kétszer meditált és imádkozott. Térden állva könyörgött a katolikus egyház minden gondjának megoldásáért, és mindeközben nem vált meg szerzetesi csuhájától sem. A domonkos szerzetesek fehér ruhájában jelent meg minden hivatalos eseményen; tőle számítva lesz minden pápának fehér a ruhája. Korábban az egyházfők öltözéke némi díszítést leszámítva megegyezett a bíborosokéval. Ez az oka annak, hogy mind a mai napig a fehér egyházfői öltözék kiegészítői, mint például a kalap vagy a kesztyű bíbor színűek.
A vatikáni palota falain belül tehát legendás volt erkölcsösségéről és puritánságáról, de ezek a legendák hamar szélesebb körben is elterjedtek. Piusz többször is útra kelt, és sorra látogatta Róma ispotályait, ahol a betegek ágyára ülve öntött reményt a szerencsétlenekbe, vagy személyesen készítette fel őket a halálra. Nem törődött a fertőzésekkel sem, és egy leírás szerint gyakran előfordult, hogy megmosta a szegények lábát, vagy magához ölelt egy leprást. Egy angol nemes arról számolt be, hogy látta, amint Piusz átkarolja és megcsókolja egy koldus lábát, amelyet fekélyek borítottak. A meghökkentően egyszerű életmódot és alázatot mutató pápa képe úgy tűnt éppen időben érkezett sok katolikus számára.

### Bullák és reformok: Róma, Pápai Állam, egyetemes egyház.
Piusz pontifikátusának központi kérdése volt az egyház bibliai tisztaságának és fegyelmének helyreállítása. Éppen ezért uralkodásának központi elemévé vált a tridenti zsinat rendelkezéseinek gyakorlati átültetése. De a zsinati rendelkezések és bullák mellett a pápa igen termékeny pontifikátust tudhatott magáénak. Mindebben nagy segítségére volt legjobb barátja, Borromei Szent Károly. Trónra kerülése után azonnal több kérdésben is állást foglalt, és szigorú pápai rendeletekkel igyekezett helyreállítani a rendet. Elsőként kiutasította a prostituáltakat, majd szabályozta a fogadók és kocsmák működését is az Örök Városban. Betiltotta a bikaviadalokat is, és megreformálta a ciszterciek rendi szabályzatát. A domonkos értékrendnek megfelelően lecsökkentette a pápai udvar kiadásait, megerősítette azt a korábbi határozatot, ami szerint a klérus minden tagja köteles egyházmegyéjében tartózkodni. Minden erejével igyekezett megerősíteni a szertartások rendjét és tisztaságát, különös tekintettel a liturgiára és a szentmisére.
A trónra lépést követő rendeletek egymásutánja gyorsan megtisztította a pápai székvárost a legkirívóbb bűnöktől. Ehhez megfelelő eszköznek bizonyult az újjáélesztett inkvizíció is, amely Piusz idején egyáltalán nem volt olyan igazságtalan és véreskezű, mint IV. Pál idején. A legfontosabb fegyelmi intézkedések után Piusz nekilátott az egyetemes zsinat rendelkezéseinek kiadásához, és a reformzsinat pontjainak gyakorlati átültetéséhez. 1566-ban kiadta a zsinat által átdolgozott katekizmust, majd 1568-ban a Breviáriumot és végül 1570-ben megszületett a Missale, vagy más néven a Missa Tridentina, azaz Tridenti Mise. Piusz ezt az új kiadást tette kötelezővé minden katolikus egyház számára, kivéve azokat, amelyek a misét az 1370-es évet megelőző rítusban tartották. Ez a hagyományos latin rítusként is ismert mise kisebb-nagyobb változtatásokkal még ma is érvényben van az 1970-ben megújított liturgia mellett mint a római rítus rendkívüli formája.
A zsinati reformok kiadása után sem szünetelt Piusz rendeletalkotó kedve, sőt hihetetlen mennyiségben ontotta a Kúria a pápai döntéseket. 1567-ben rendeletben tiltotta meg az egyház nyereségszerzését. 1568-ban kiadta a híres In Coena Domini kezdetű bulláját, amelyben a Szentszék közvetlen Istentől eredő hatalmával igazolja a pápa jogi elsőségét minden világi uralkodóval szemben. Ugyanabban az évben újratárgyalást kezdeményezett IV. Piusz ítéletében, amely révén IV. Pál rokonait megfosztották vagyonuktól és többeket ki is végeztek. IV. Piusz döntését V. Piusz már dirum nefasként, azaz kegyetlen bűnként emlegette. 1569-ben újabb rendeletben korlátozta a zsidók mozgásterületét. Bullájában kitiltotta az izraelita vallásúakat a pápai állam teljes területéről Róma és Ancona kivételével. 1570-ben megerősítette a Keresztesek Társaságának privilégiumait, amely tulajdonképpen az inkvizíció segítségére létrejött fegyveres szervezet volt. Vitathatatlanul a katolikus dogmák közé vétette fel Szűz Mária szeplőtelen fogantatásának bizonyságát, amelyet 1571-ben meg is erősített. Ugyanebben az évben elítélte a Fratres Humiliati társaságot kicsapongó életvitele miatt.

### Ádáz küzdelem a protestánsok ellen
Piusz pontifikátusának rendkívül fontos eleme volt az eretnekek tekintett protestánsok elleni küzdelem, és ez leginkább a pápa külpolitikájában látszódott meg. Már régóta nem volt olyan egyházfő, aki újra nagy látószögben vizsgálta a világot, mint ő. Alig akad olyan állam Európában, amellyel ne levelezett volna. Az eretnekek kérdésében szentül hitte, hogy Európa kizárólag a katolikus hit bölcsője. Ezért két fronton is támadást indított a nem katolikusok ellen. Egyrészt több bullában is igyekezett ösztönözni a keresztény uralkodókat a törökök elleni hadjáratra, másrészt pedig a protestáns elemek ellen igyekezett felvenni a harcot. 

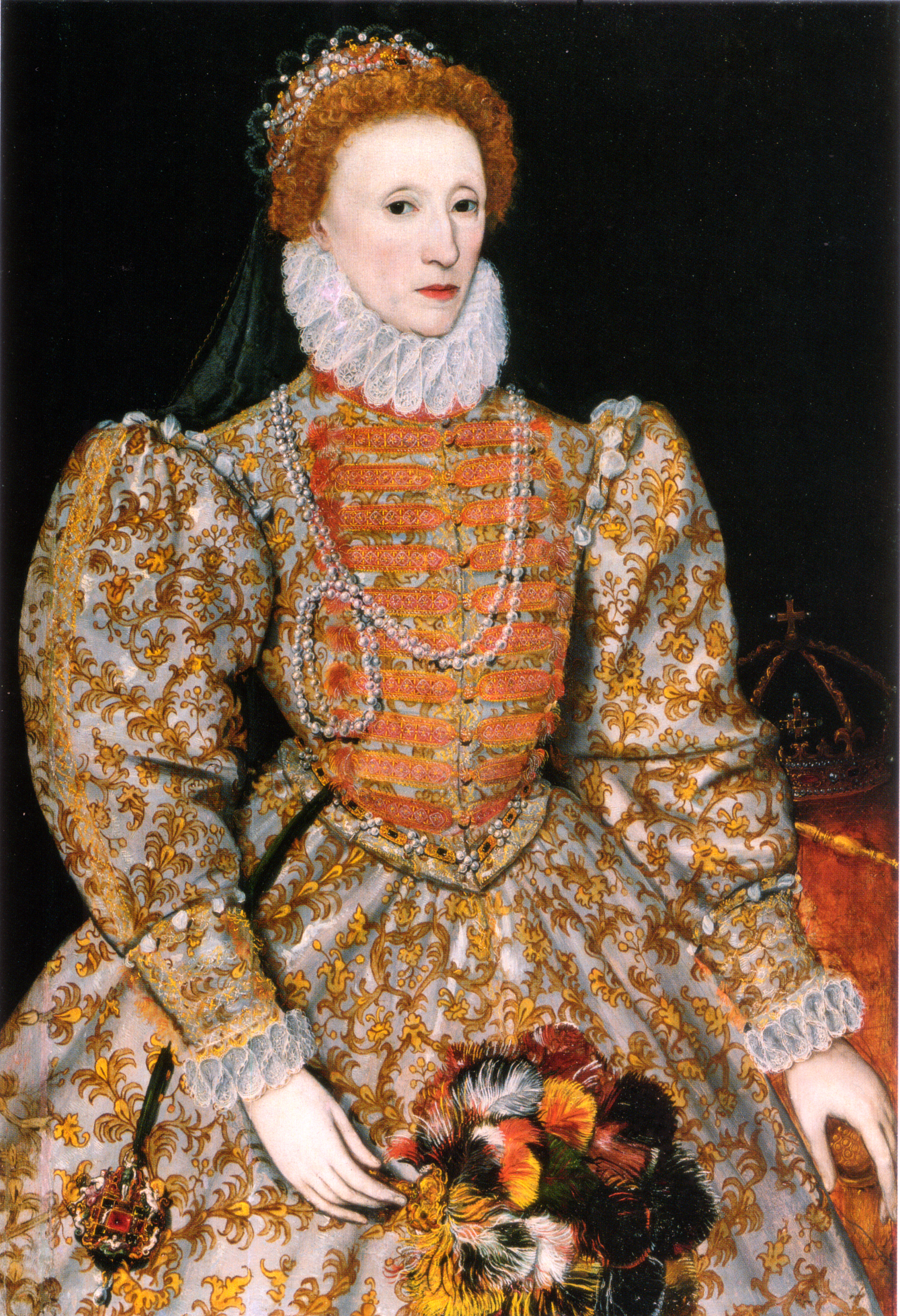
I. Erzsébet angol királynő portréja

A protestantizmus ellen Németországban túl nagy előrelépést nem sikerült elérnie, bár a császár is a pápa törekvései mellé állt. Ettől az időtől kezdve a pápai udvar és a Habsburg-ház tulajdonképpen szövetséges erővé váltak. Piusz nagy befolyással rendelkezett Franciaországban, ahol erélyesen beavatkozott a belügyekbe. Itt a hugenották jelentették a pápaság legfőbb ellenségét; ezért sürgette a hugenotta foglyok kivégzését. A pápa felmentette hivatalából Odet de Coligny bíborost, és további hét püspököt is elbocsátott, amiért azok figyelmen kívül hagyták fegyelmi kérdésekben hozott döntéseit. Sikerült visszavonatnia a királlyal egy ediktumot, amelyben az uralkodó a reformáció követőit támogatta volna. A hugenották ellen küzdő katolikusokat pedig jelentős anyagi támogatásban részesítette. A spanyol és a portugál koronát támogatta az Új Világ felfedezésében, Németalföldön pedig a spanyol térnyerés mellé állt, többek között felszentelt kalapot és kardot küldött Alba hercegének, hálából a németalföldi ellenreformációs uralom bevezetéséért. Hosszas tárgyalásokat folytatott I. Erzsébettel, Anglia királynőjével a pápai primátus visszaállításáról, de Erzsébet elutasította Piusz közeledését. A pápa erre nyíltan Stuart Mária, skót királynő pártjára állt. 1570. április 27-én kelt[forrás?] híres Regnans in Excelsis bullájában kiátkozta Erzsébetet, felmentette alattvalóit a neki tett esküjük alól, és támogatta Mária trónra lépését Angliában. Ezzel viszont csak azt tudta elérni, hogy az angliai katolikusokat a korona ellenségeinek tekintették. Itáliában az inkvizíció hathatós közreműködésével Piusz szinte kiirtotta a nem katolikusokat. 1570-ben hosszas jogi huzavona után elítélte Michael Baius írásait, és betiltatta őket.

#### A lepantói diadal

A lepantói csata

Piusz már trónra lépésekor komoly erőfeszítéseket tett, hogy a keresztény uralkodókat újra egy Szent Ligában egyesítse az egyre előrébb nyomuló Oszmán Birodalom ellen. 1566-ban, trónra lépésének évében zarándoklatot hirdetett Rómába, amelynek célja leginkább az volt, hogy a jelenlévő hercegek és uralkodók végighallgassák a pápa ünnepi prédikációját. Ennek középpontjában pedig az isteni segítségkérés állt a török félhold legyőzéséhez. A burkolt célzás természetesen egyik koronás főhöz sem ért el, legalábbis a nemes szándék kijelentésén túl, a tettekig egyikük sem jutott el. A pápa jelentős összegekkel támogatta a johanniták lovagrendjét, amelynek székhelye Máltán volt. A lovagok a pápai adományokból áthatolhatatlan erődöt építtettek a főváros, Valletta védelmére. Emiatt később Piusz lett a város védőszentje. Támogatta a déli független itáliai hercegségek erődítéseit is és havonta jelentős összegeket küldött Magyarországra a török elleni küzdelem segítésére. 1567-től elrendelte, hogy a kolostorok jövedelmeinek tizedét el kell különíteni a törökök ellen indítandó hadjáratra. A pápai diplomácia egészen 1570-ig csak lassan haladt a háború tényleges elindítása felé, de ekkor II. Szelim szultán erős hadiflottával jelent meg a Földközi-tengeren, és megtámadta Ciprus szigetét. A hatalmas oszmán tengeri erő láttán váratlanul több szövetséges is ajánlkozott Piusz hadjáratához. A Szent Ligához elsőként csatlakozott a Velencei Köztársaság, amelynek kereskedelmi érdekeit sértette Ciprus török kézre jutása. Ugyanezen okból csatlakozott a Genovai Köztársaság is, míg Spanyolország itáliai birtokait féltve lépett a szövetségbe. A johanniták is a pápa oldalára álltak, így a jelentős méretű flotta 1571-ben készen állt a harcra.
A flotta parancsnokává Ausztriai János herceget, V. Károly császár törvénytelen fiát tették meg. A harcba induló keresztény flotta győzelméért Piusz mindennapos imádságot hirdetett meg. A legenda szerint 1571. október 7-én a győztes lepantói csata napján a pápa bíborosaival tanácskozott a Vatikánban, amikor váratlanul félbeszakította az ülést, az ablakhoz sietett és a következőt mondta: „Hagyjuk most ügyeinket, e pillanatban legfőbb feladatunk, hogy hálát adjunk az Úrnak a győzelemért, amelyet éppen most ajándékozott a keresztény seregeknek.” Az egész pápai udvar elképedt, amikor a követ meghozta a lepantói diadal hírét, aminek emlékére a pápa elrendelte a Győzedelmes Nagyasszony ünnepét. A győzelem örökre visszavetette az Oszmán Birodalom tengeri erejét. Az energikus egyházfőtől azt remélték, hogy sikerül a szárazföldön is megszerveznie a török elleni hadjáratot, de ezt váratlan halála megakadályozta.

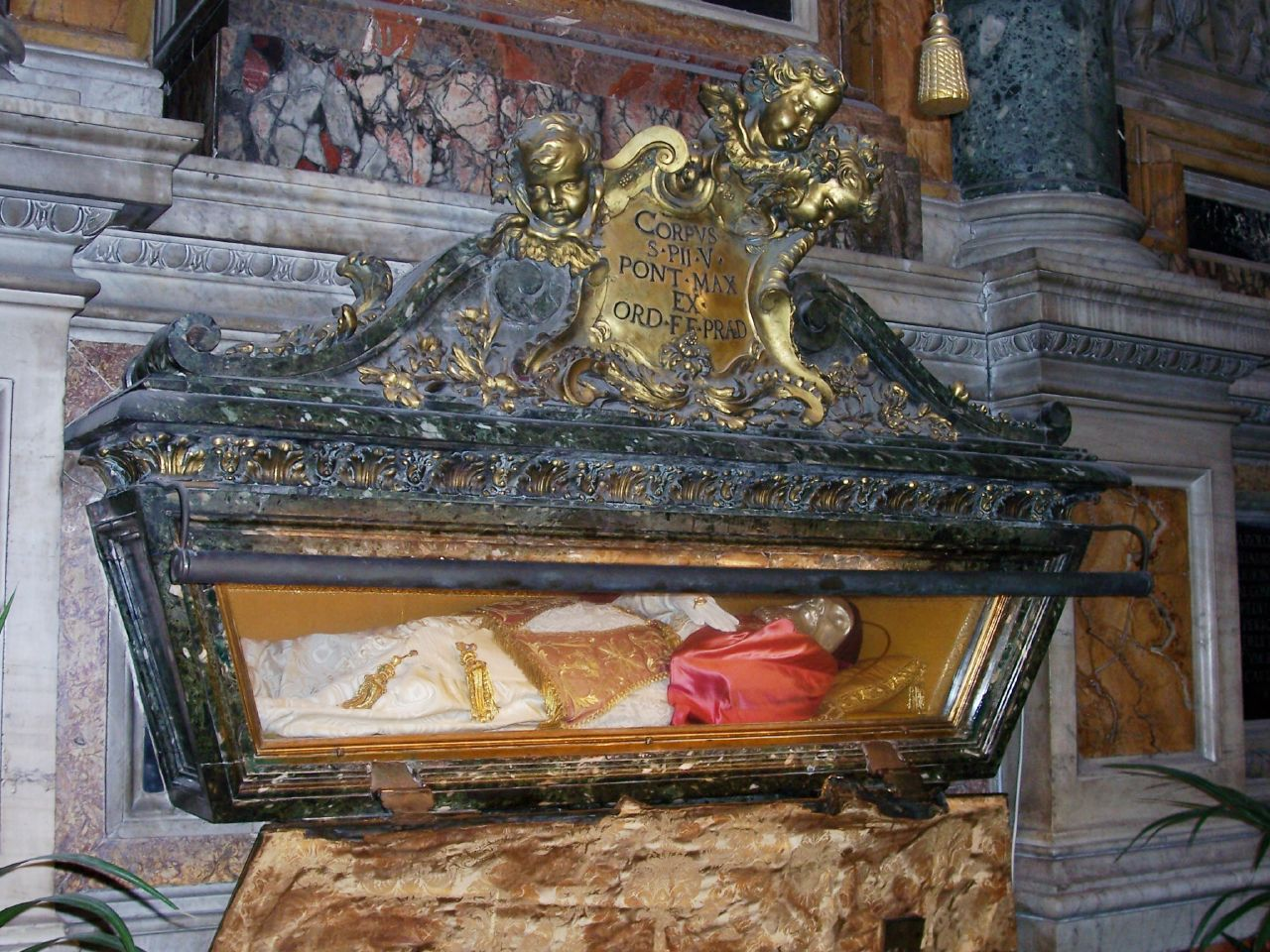
V. Piusz sírhelye a Santa Maria Maggiore-bazilikában

### Halála és szentté avatása
Piusz pápa 1572. május 1-jén halt meg több hónapos szenvedés után. Halálos ágyán a krónikák szerint a következőket mondta: „Kérlek Uram növeld fájdalmaim és türelmem!” A nagyszerű erkölcsökkel megáldott pápa nagy szolgálatot tett az egyháznak, uralkodásával utat mutatott az egyházi fegyelem és erkölcsi tisztaság felé, még ha néha erélyesen juttatta is érvényre igazát. Éppen ezen erényeiért 1696-ban a domonkosok nagymestere, Antonin Cloche kezdeményezte szentté avatását. A nagymester egyúttal méltó síremléket is készíttetett Piusz számára Pierre le Gros szobrásszal. 1698-ban helyezték el Piusz pápa ereklyéit a Santa Maria Maggiore-bazilika Sixtus-kápolnájában. V. Piuszt 1712. május 24-én emelte a szentek közé XI. Kelemen pápa.

## Művei
- Documenta Catholica Omnia (latin nyelven). Cooperatorum Veritatis Societas. (Hozzáférés: 2011. december 6.)